# Ammomanopsis grayi
Ammomanopsis grayi (cotovia-da-namibia), é uma espécie de ave da família Alaudidae.
Pode ser encontrada nos seguintes países: Angola e Namíbia.
Os seus habitats naturais são: desertos quentes.